# جون كيروان
جون كيروان (بالإنجليزية: John Kirwan)‏ هو لاعب اتحاد الرغبي نيوزيلندي، ولد في 16 ديسمبر 1964 في أوكلاند في نيوزيلندا.

## وصلات خارجية
- جون كيروان عل موقع إسبنسكروم (الإنجليزية)
- جون كيروان على موقع قاعة نيوزيلندا للمشاهير الرياضية (الإنجليزية)